# Lijst Pim Fortuyn

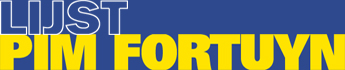
Parteilogo

Die Lijst Pim Fortuyn (LPF) war eine rechtspopulistische Partei in den Niederlanden, benannt nach ihrem Gründer Pim Fortuyn. Sie war von 2002 bis 2006 in der Zweiten Kammer des niederländischen Parlaments vertreten.
Die Partei nahm zum ersten Mal am 15. Mai 2002 an den Wahlen teil und gewann auf Anhieb mit 17 % der Sitze das höchste Ergebnis, das jemals in den Niederlanden von einer neuen Partei erzielt wurde. Bemerkenswert war außerdem, dass sofort eine Regierungsteilnahme folgte. Im Kabinett Balkenende, einer Koalition der CDA (Christen-Democratisch Appèl), VVD (Volkspartij voor Vrijheid en Democratie) und der LPF erhielt diese vier Ministerposten und fünf Staatssekretäre. Der LPF-Minister für Volksgesundheit, Eduard Bomhoff, wurde Vize-Premierminister. Nachdem sie 2006 nicht mehr ins Parlament gewählt worden war, löste sich die LPF am 1. Januar 2008 auf nationaler Ebene auf.

## Gründung

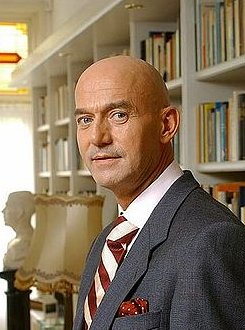
Parteigründer Fortuyn im Jahr 2002

Die LPF wurde am 14. Februar 2002 von Pim Fortuyn gegründet. Einen Tag zuvor war der Publizist und ehemalige außerordentliche Professor an der Erasmus-Universität Rotterdam als Spitzenkandidat der Partei Leefbaar Nederland („Lebenswerte Niederlande“) aus dieser Partei ausgeschlossen worden, da er sich für eine Abschaffung des Ersten Artikels der Niederländischen Verfassung ausgesprochen hatte. 
Dieser lautet: „Alle die sich in den Niederlanden aufhalten, werden in gleichen Situationen gleich behandelt. Diskriminierung aufgrund von Glauben, Lebensanschauung, Politischer Überzeugung, Rasse, Geschlecht oder welchem anderen Grund auch, ist nicht gestattet.“
Dieser Äußerung waren andere auslösende Kontroversen vorausgegangen, wie: „Die Niederlande sind voll“ (gemeint waren hiermit Ausländer) und „Ich finde, der Islam ist eine rückständige Kultur“. Für die Partei Leefbaar Nederland war die Äußerung zu Artikel 1 der Tropfen, der das Fass zum Überlaufen brachte.
Innerhalb kurzer Zeit wurden dreißig Menschen für die neue Liste von Fortuyn geworben, wobei er selbst Spitzenkandidat und Identifikationsfigur war. Zweiter auf der Liste war João Varela, ein junger Unternehmer mit kapverdischer Abstammung, und dritter, als einziger mit politischer Erfahrung, Jim Janssen van Raaij. Weiterer Kandidat war der ehemalige Chefredakteur der Wochenzeitschrift Elsevier Ferry Hoogendijk.
In der kurzen Vorbereitungszeit hatte Fortuyns Liste lediglich ein kurzes politisches Programm unter dem Slogan Zakelijk met een hart (zu deutsch etwa: „Sachlich mit Herz“) formulieren können; ersatzweise diente gewissermaßen sein Buch De puinhopen van acht jaar Paars (zu deutsch etwa: „Die Trümmerhaufen aus acht Jahren Lila“), in dem er die Politik der beiden sozialliberalen („lilanen“) Kabinette unter Ministerpräsident Wim Kok kritisierte.

## Politischer Mord und die Zeit danach
Pim Fortuyn wurde von dem Tierschutzaktivisten Volkert van der Graaf am 6. Mai 2002 im Mediapark in Hilversum erschossen. Van der Graaf gab zunächst an, Fortuyn getötet zu haben, weil dieser geplant habe, bestimmte Tierschutzbestimmungen außer Kraft zu setzen. Später nannte er als Motiv jedoch den „Schutz von Muslimen“ vor einem möglichen Wahlsieg Fortuyns.
Die Partei beschloss, bis zu den Wahlen – neun Tage später – mit Fortuyn als Parteivorsitzendem weiterzumachen, auf den postum auch gestimmt werden konnte. Während der Wahlen stimmten gut 1,1 Millionen Wähler für Pim Fortuyn; später kam der Begriff „Kondolenz-Stimmen“ auf, obgleich das Ergebnis ungefähr auf der Linie der früheren Umfragewerte lag.
Der Parteivorsitzende war zunächst Van Langendam. Am 16. Mai 2002 wurde der neue Parteivorsitz gewählt: Mat Herben, bis dahin Wortführer; den Vizevorsitz übernahmen João Varela und Ferry Hoogendijk.

## Innere Unruhe
Parteiinterne Querelen, persönliche Streitereien und Reibereien zwischen Parteivorsitz und Fraktion ließen die Umfrageergebnisse in den Keller sacken.
Am 16. Oktober 2002 beschloss die Fraktion, den damaligen Vorsitzenden Wijnschenk abzusetzen. Die beiden auf persönlicher Ebene streitenden Minister Bomhoff und Heinsbroek nahmen ihren Abschied. Während die LPF noch hektisch nach Ersatz für diese Funktionsträger suchte, hatten die Koalitionsparteien CDA und VVD keine Hoffnung auf Besserung. Sie sprachen noch am selben Tag dem Kabinett ihr Misstrauen aus, und Premier Balkenende reichte bei Königin Beatrix am Abend ein Entlassungsgesuch für das gesamte Kabinett ein.
Unter Vorsitz von Mat Herben gingen bei den Wahlen am 22. Januar 2003 die meisten der ehemals errungenen 26 Sitze im Parlament verloren. LPF kehrte mit acht Sitzen in die Zweite Kammer zurück.
Nach einer neuen Periode voller Unruhe und Streitereien beschloss die Fraktion am 24. August 2004 geschlossen ihren Parteiaustritt. Die Gründe für diesen Beschluss waren Chaos und Unruhe in der Partei. Die Fraktion wollte den Namen „Lijst Pim Fortuyn“ weiterhin gebrauchen – was offiziell vom Reglement der Zweiten Kammer erlaubt war. Der Vorsitzende der Partei, inzwischen Jan Belder, war damit allerdings nicht einverstanden und verlangte eine gerichtliche Entscheidung.

## Abwahl
Am 22. November 2006 erlitt die LPF bei der vorgezogenen Parlamentswahl, an der sie als Lijst Vijf Fortuyn beteiligt war, eine deutliche Niederlage. Mit einem Stimmanteil von 0,21 % konnte sie keinen Sitz mehr erringen. Auffallend war, dass die LPF selbst in den Gemeinden, wo sie sehr stark war und 2003 noch über 8 % holen konnte, sehr hohe Verluste erlitt. Schon 0,4 % der abgegebenen Stimmen mussten als Erfolg gelten, meist wurden nicht mehr als 0,2 % erreicht.

## Selbstauflösung
Am 4. Mai 2007 wurde das Parteibüro in Den Haag geschlossen, da der Partei am 29. Mai 2007 der Verlust des letzten Sitzes im Senat, bis dahin noch durch Rob Hessing vertreten, bevorstand, was das Ende der Vertretung in beiden Kammern des niederländischen Parlaments bedeutete. Der Partei sind von da an lediglich Sitze in den Gemeinderäten von Den Haag, Duiven, Eindhoven, Spijkenisse und Westland bis zu den nächsten Parlamentswahlen im Jahr 2010 sowie ein Beigeordneter in der letztgenannten Gemeinde geblieben. Für den 21. Juli 2007 wurde ein Parteitag zur Zukunft der Lijst Pim Fortuyn einberufen. Bei diesem, der der bisherigen Geschichte der Partei getreu turbulent verlief, stimmten 29 Mitglieder für und 26 gegen eine Auflösung der Partei. Aufgrund der mangelnden Zahl an Anwesenden musste die Parteiauflösung von einem weiteren Parteitag bestätigt werden. Am 17. August 2007 sprachen sich 135 von 177 Stimmen für die Aufhebung der Partei aus, die sich zum 1. Januar 2008 als landesweite Organisation auflöste. Lediglich lokale Gliederungen, die noch über kommunale Mandate verfügen, arbeiten noch unter dem Namen LPF weiter.

## Politische Erben
Bereits zu den Parlamentswahlen von 2006, also etwa ein Jahr vor dem offiziellen Ende der LPF, traten einige Parteien an, die sich ganz oder teilweise auf das Erbe Pim Fortuyns berufen oder ähnliche Positionen vertreten. Eine ganze Reihe von ehemaligen, teilweise auch bedeutenden LPF-Mitgliedern fanden dort eine neue politische Heimat. Die einzige Partei aus dieser Gruppe, der der Einzug ins niederländische Unterhaus gelang, war die Partij voor de Vrijheid. Die anderen Parteien folgten deutlich abgeschlagen, EénNL verpasste knapp den Einzug, die Partij voor Nederland erhielt so gut wie keinen Zuspruch.

## Wahlergebnisse
- 2002: 17,0 % – 26 Sitze
- 2003: 5,7 % – 8 Sitze
- 2006: 0,2 % – 0 Sitze

## LPF-Minister
- Roelf de Boer – Verkehr und Wasserverwaltung, Kabinett Balkenende I, 2002
- Eduard Bomhoff – Gesundheit und Sport, Kabinett Balkenende I, 2002
- Herman Heinsbroek – Wirtschaft, Kabinett Balkenende I, 2002
- Hilbrand Nawijn – Ausländerpolitik und Integration (*), Kabinett Balkenende I, 2002

(*) Minister ohne Geschäftsbereich, an Justizministerium gekoppelt

## LPF-Staatssekretäre
- Rob Hessing – Innenministerium (Zuständigkeitsbereich: Öffentliche Ordnung und Sicherheit), Kabinett Balkenende I, 2002
- Cees van Leeuwen – Kultusministerium (Zuständigkeitsbereich: Kultur und Medien), Kabinett Balkenende I, 2002
- Jan Odink – Landwirtschaftsministerium (Zuständigkeitsbereich: Fischerei), Kabinett Balkenende I, 2002
- Philomena Bijlhout (Antritt und Rücktritt am 22. Juli 2002)
- Khee Liang Phoa (ab 9. September 2002) – Sozial- und Arbeitsministerium (Zuständigkeitsbereich: Emanzipation und Familie), Kabinett Balkenende I, 2002